# Johann Friedrich Schlotterbeck
Johann Friedrich Schlotterbeck (auch Friderich Schlotterbek; * 7. Juni 1765 in Altensteig; † 14. Juni 1840 in Obertürkheim) war ein deutscher Dichter, Lehrer und Verwaltungsbeamter.

## Leben
Der Sohn des Altensteiger Stadtpfarrers sollte Theologe studieren und durchlief daher zunächst die niederen evangelischen Seminare, bevor er das Studium am Tübinger Stift aufnahm. 1784 erlangte er dort den Magistergrad, musste jedoch noch im selben Jahr das Stift verlassen. Er wurde daraufhin 1788 Lehrer an der Hohen Karlsschule, an der er Latein und Griechisch unterrichtete. Nach der Schließung der Hohen Karlsschule 1794 wurde er vom württembergischen Herzog Ludwig Eugen zum Hof- und Theaterdichter sowie Hoftheatersekretär ernannt.
Schlotterbeck zeigte sich in seiner Zeit am Hof als guter Verwaltungsbeamter. Er wurde dort Mitglied in mehreren Kollegien. Von seiner Stellung als Stuttgarter Kanzleibeamter ging er 1817 nach Ulm. Dort war er bis zu seinem Eintritt in den Ruhestand 1828 Kanzleidirektor.

## Publikationen (Auswahl)
- Fabelen und Lieder der Liebe, Schwäbisch Gmünd 1786.
- Fabeln und Erzählungen: nach Phädrus, und in eigener Manier, Stuttgart 1790. (mit einem Vorwort von Christian Friedrich Daniel Schubart).
- Arien und Gesänge aus der Oper Der Minnesinger: in 2. Akten, Stuttgart 1811.
- Sammlung vermischter Gedichte, Ulm 1825.